# Cavillatrix equatrialis
Cavillatrix equatrialis là một loài ruồi trong họ Tachinidae.